# بيت ويليس
بيتر أندرو «بيت» ويليس (بالإنجليزية: Peter Andrew "Pete" Willis)‏ (وُلد في 16 فبراير 1960، شفيلد، الجناح الغربي ليوركشاير، إنجلترا) هو موسيقي بريطاني متقاعد، المعروف كونه عضواً أصلياً لفرقة ديف ليبارد. شارك ويليس في كتابة عدة أغاني وعزف الإيتار في الألبومات الثلاثة الأولى للفرقة: أون ثرو ذا نايت، وهاي 'ن' دراي، وبايرومانيا؛ الأخير كان في فترة التسجيل عند مغادرة ويليس للفرقة. طُرد ويليس من ديف ليبارد في 1982 واستُبدل بفيل كولين.

## المسيرة المهنية
ارتاد ويليس مدرسة تابتون وكان عاشقاً للإيتار منذ صغره، وكان أيضاً معجباً بجيمي هندريكس.
في أولى فترات شبابه، أسس فرقة باسم أتوميك ماس مع نيكولاس ماكلي، وريك سافج، وبول هامبشاير، وتوني كيننغ. التقي ويليس بجو إليوت في 1977 وقام بدعوته لتجارب الأداء من أجل الفرقة، التي صارت ديف ليبارد لاحقاً. كان ويليس أحد كاتبي الأغاني الرئيسيين للفرقة في ألبوماتها الثلاثة الأولى.
طُرد ويليس من الفرقة في فترة تسجيل بايرومانيا، واستُبدل بعازف الإيتار فيل كولين. قام ويليس لاحقاً بالتسجيل مع فرقتي غوغماغوغ (مع أعضاء سابقين وحاليين من أيرون ميدن) ورودهاوس.
في فبراير 2003، كان ويليس واحداً من بين عدة أعضاء سابقين انضموا لديف ليبارد على المسرح لصورة أثناء حفلة موسيقية في هالام إف إم أرينا.
بنهاية 2003، غادر ويليس عالم الموسيقى، ويقوم الآن بإدارة شركة إدارة الممتلكات الخاصة به شفيلد.

## ديسكوغرافيا

### مع ديف ليبارد
- «ميستي دريمر» (1978)
- ذا ديف ليبارد إي.بي. (1979) (المعروفة أيضاً باسم الاسطوانة المطولة غيتشا روكس أوف)
- أون ثرو ذا نايت (1980)
- هاي 'ن' دراي (1981)
- بايرومانيا (1983)

### مع غوغماغوغ
- الاسطوانة المطولة آي ويل بي ذير (1985)

### مع رودهاوس
- رودهاوس (1991)

## روابط خارجية
- بيت ويليس على موقع IMDb (الإنجليزية)
- بيت ويليس على موقع ميوزك برينز (الإنجليزية)
- بيت ويليس على موقع أول ميوزيك (الإنجليزية)
- بيت ويليس على موقع ديسكوغز (الإنجليزية)